# Elvira Lindo Garrido
Elvira Lindo Garrido (Cadis, 23 de gener del 1962) és una escriptora espanyola coneguda sobretot per la sèrie de novel·les infantils de Manolito Gafotas, un noi que viu a Carabanchel i que té tocs picarescs, per la qual va rebre el Premi Nacional de literatura infantil i juvenil de les Lletres Espanyoles. Escriu habitualment columnes d'opinió a El País i ha col·laborat en la redacció de guions cinematogràfics, com l'adaptació de la seva novel·la Una palabra tuya, guardonada amb el Premi Biblioteca Breve.

## Treballs
Narrativa per a adults
- 1998: El otro barrio.
- 2002: Algo más inesperado que la muerte.
- 2005: Una palabra tuya.
- 2010: Lo que me queda por vivir.

Narrativa infantil (Manolito Gafotas)
- 1994: Manolito Gafotas.
- 1995: ¡Cómo molo!.
- 1996: Pobre Manolito.
- 1997: Los trapos sucios de Manolito Gafotas.
- 1998: Manolito on the road.
- 1999: Yo y el imbécil.
- 2002: Manolito tiene un secreto.
- 2012: Mejor Manolo.

Guions
- 1998: Manolito Gafotas.
- 1998: La primera noche de mi vida.
- 2000: Ataque verbal.
- 2000: Plenilunio.
- 2000: El cielo abierto.
- 2008: Una palabra tuya.
- 2010: Lo que me queda por vivir.
- 2014: La vida inesperada.

Obres de teatre
- 1996: La ley de la selva.
- 2004: La sorpresa del roscón.

Actuacions
- 1998: La primera noche de mi vida
- 1999: Manolito Gafotas
- 1999: Plenilunio
- 1999: Ataque verbal
- 2000: El cielo abierto
- 2001: Sin vergüenza
- 2003: Planta 4ª
- 2004: Cachorro